# Clausena sanki
Clausena sanki är en vinruteväxtart som först beskrevs av Perr., och fick sitt nu gällande namn av J.F. Molino. Clausena sanki ingår i släktet Clausena och familjen vinruteväxter.

## Underarter
Arten delas in i följande underarter:
- C. s. calciphila
- C. s. mollis